# Schweidnitzer Sprengstoffprozess
Der Schweidnitzer Sprengstoffprozess (auch Schweidnitzer Bombenlegerprozess, Reichenbacher Sprengstoffprozess) war ein Gerichtsverfahren gegen Angehörige der SA und der SS, das in der Schlussphase der Weimarer Republik, im November 1932, vor dem Sondergericht beim Landgericht Schweidnitz verhandelt wurde. Es war das letzte größere Gerichtsverfahren gegen nationalsozialistische Täter (angeklagt waren u. a. zwei nationalsozialistische Reichstagsabgeordnete), das vor der Machtergreifung der Nationalsozialisten am 30. Januar 1933 stattfand. Der Prozess fand in der zeitgenössischen Presse große Beachtung.

## Vorgeschichte und Gegenstand des Verfahrens
Nachdem die NSDAP bei den Reichstagswahlen vom Juli 1932 zur stärksten Partei im Reichstag geworden war, aber dennoch nicht die Führung der Reichsregierung vom Reichspräsidenten übertragen bekommen hatte, ordnete die SA-Führung in Schlesien die Durchführung einer Terrorkampagne durch die SA als Reaktion auf die der Partei verwehrte Regierungsübernahme an, welche laut Richard J. Bessel von Ernst Röhm genehmigt wurde. Diese am 2. August 1932 gestartete Kampagne bezweckte die systematische massive Störung der öffentlichen Ordnung und die Erzeugung eines allgemeinen politischen Klimas von Chaos und Angst im Land, um so der Bevölkerung und der Regierung den Gedanken nahezulegen, dass die einzige Möglichkeit, um Ruhe und Frieden im Land zu erlangen, darin bestünde, die NSDAP mit der Führung der Staatsgeschäfte zu betrauen. Das heißt: Die NSDAP und speziell ihre Straßenkampforganisation, die SA, gingen im August 1932 in einem Mehrstufenkalkül in der Weise vor, dass sie zuerst selbst schwere Probleme verursachten, um sich sodann als derjenige anzubieten, der diese Probleme lösen könnte (eben, indem sie die öffentliche Ordnung in dramatischer Weise durch Gewalt- und Terroraktionen störten, um sich dann der Öffentlichkeit und der Staatsführung als jene Kraft zu empfehlen, die in der Lage wäre, Terror und Gewalt im Land, wenn man ihnen die Regierung anvertrauen würde, zu bändigen und zu überwinden und so den inneren Frieden und die Sicherheit im Land wiederherzustellen). Ihren Schwerpunkt hatte diese von der SA-Führung angestoßene Terrorkampagne in den östlichen Provinzen des Reiches, so in Ostpreußen und insbesondere in Schlesien.
Die regionalen Befehlshaber der SA wiesen ihre Leute, der entsprechenden Anordnung der SA-Führung folgend, Anfang August 1932 dazu an, ihre Einsatzgebiete mit Terror zu überziehen. Die am bekanntesten gewordene Tat, die aus dieser von oben ermunterten Gewalt entstand, war wahrscheinlich der Mord von Potempa, die grausame Tötung eines kommunistischen Landarbeiters im oberschlesischen Dorf Potempa durch eine Gruppe von SA-Männern und Angehörigen des oberschlesischen Selbstschutzes am 10. August 1932.
Speziell in Schlesien wurde im August 1932 von Angehörigen der schlesischen SA und SS auf Ermunterung oder auf Anweisung der Führung der schlesischen SA um den SA-Kommandeur der Provinz, Edmund Heines, eine große Anzahl von Anschlägen mit Handgranaten und anderen improvisierten Sprengmitteln auf öffentliche Gebäude, wie Landratsämter und Wohlfahrtsämter, sowie auf die Redaktionsräume von gegnerischen Zeitungen und die Privatwohnungen von politischen Gegnern verübt. Gelegentlich wurden Gebäude der genannten Art bzw. ihre Bewohner auch von SA- und SS-Leuten mit Schusswaffen beschossen.
Besonderes Aufsehen erregte ein Sprengstoffanschlag, der am Abend des 8. August 1932 in der Stadt Reichenbach im Eulengebirge von drei Angehörigen der SA bzw. der SS verübt wurde: Der sozialdemokratische Journalist Carl Paeschke, Redakteur bei der Zeitung Der Proletarier aus dem Eulengebirge, hatte die NSDAP und die SA immer wieder in seinen Artikeln scharf angegriffen, die Öffentlichkeit über Missetaten der Nationalsozialisten informierte und mitunter einzelne SA-Angehörige auch mit höhnischen persönlichen Kommentaren der Lächerlichkeit preisgegeben. Aus diesem Grund beschlossen einige SA- und SS-Männer aus dem Gebiet Reichenbach am Abend des 8. August 1932 einen Anschlag auf Paeschke zu verüben. Es ist dabei unklar, ob der Anschlag die Tötung Paeschkes bezweckte oder ob ihm „nur“ ein großer Schrecken eingejagt werden sollte, damit er die Region aus Sorge um seine Sicherheit verlassen würde: Der SS-Mann Kurt Jaehnke (* 31. März 1904 in Reichenbach; † 10. August 1932 ebd.), der das Gebiet Reichenbach für die SS nachrichtendienstlich bearbeitete, hatte eine alte Artilleriekartusche aus dem Ersten Weltkrieg besorgt, die mit Blättchenpulver gefüllt und mit einer Zündschnur versehen wurde, um so einen improvisierten Sprengsatz herzustellen. Zusammen mit dem SA-Mann Erich Wagner (* 1910) und dem SA-Mann Herbert Polomski (* 1913) fuhr Jaehnke am Abend des 8. August 1932 nach Reichenbach. Dort beobachten sie Paeschke zunächst diskret in seiner Stammkneipe, dem Café Metropol, begaben sich anschließend in seine Wohnstraße, den Pulverweg, wo sie ihm auflauerten. Als Paeschke sich auf dem Heimweg seiner Wohnung näherte, hielt Jaehnke sich bereit, den Sprengsatz entweder auf ihn, in die Nähe seiner Wohnung oder der gegenüber der Wohnung gelegenen Synagoge der Stadt zu werfen. Polomski und Wagner hielten sich etwa 100 Meter entfernt mit einem Kraftwagen bereit, zu dem Jaehnke nach vollbrachter Tat eilen sollte, um gemeinsam aus der Stadt zu fliehen. Der Anschlag missglückte jedoch, da der Sprengsatz vorzeitig explodierte, während er ihn noch in der Hand hielt: Dabei wurde seine linke Hand abgerissen und seine Schulter aufgerissen, außerdem führten eindringende Splitter des detonierenden Sprengkörpers zu schweren Verletzungen in seiner Leber und anderen Organen. Er ging zu Boden, während das eigentliche Ziel des Anschlags, Paeschke, unverletzt blieb. Polomski und Wagner, die dies mitansahen, flohen derweil mit ihrem Kraftwagen aus der Stadt. Herbeieilende Rettungskräfte verbanden den schwerverletzten Jaehnke, der kurze Zeit später, bei der Ankunft im Krankenhaus, starb. Jaehnkes Obduktion stellte als Todesursache innere Verblutung, hervorgerufen durch eine Wunde an der rechten Seite, die ein 5 cm großes Sprengstück der Kartusche verursacht hatte, fest.
Die Behörden, die daraufhin die Fahndung nach Mittätern und möglichen Hintermännern des Anschlags aufnahmen, konnten schließlich das Fluchtfahrzeug identifizieren und es Polomski zuordnen. Wagner stellte sich im Laufe des 10. August 1932 auf Veranlassung seines direkten Vorgesetzten, Hans-Günther von Obernitz, der Polizei. Polomski konnte später von dem mit der Ermittlung der Täter beauftragten Kriminalkommissar Alexander Jackenkroll (1895–1961) in einem Versteck nahe der tschechischen Grenze – er wurde von einem Rittergutsbesitzer Müller, der mit der NSDAP sympathisierte, verborgen gehalten – aufgespürt und verhaftet werden.
Im weiteren Verlauf wurde auch der SA-Angehörige Karl-Heinz Wolter in Untersuchungshaft genommen, der verdächtigt wurde, Jaehnke den bei der Tat benutzten Sprengsatz überbracht zu haben. Sodann wurden die SA-Funktionäre Fritz Staats (1897–?) und Hanns Rauscher, die der Begünstigung der flüchtigen Täter verdächtigt wurden (der Fluchtwagen war in einem Feuerwehrschuppen in der SA-Sportschule Fürstenberg, die Staats leitete, verborgen worden und von der Polizei schließlich entdeckt worden, während Rauscher Polomski beim Untertauchen geholfen hatte), verhaftet. Schließlich wurden auch der Kommandeur der SA in Schlesien, Edmund Heines, und sein Stabsführer, Hans Hayn, als mutmaßliche Anstifter des Anschlags ins Visier genommen. Da beide dem Reichstag als Abgeordnete angehörten und somit gemäß der Reichsverfassung Immunität vor Inhaftnahme genossen, wurden diese jedoch nicht in Haft genommen.

## Der Prozess
Am 24. Oktober 1932 erhob der Oberstaatsanwalt in Schweidnitz, in dessen Zuständigkeitsgebiet die Stadt Reichenbach lag, Anklage gegen die sieben der Involvierung in den Anschlag auf Paeschke (oder auf dessen Wohnung oder die Synagoge) verdächtigen Männer erhoben. Der Prozess fand vor dem Sondergericht beim Landgericht in Schweidnitz statt. Die sogenannten Sondergerichte waren am 9. August 1932 auf Betreiben der Reichsregierung durch eine vom Reichspräsidenten Hindenburg erlassene Notverordnung gegen den politischen Terror („Antiterrorverordnung“) als neue juristische Institution eingerichtet worden, um dem seit August 1932 im Land dramatisch um sich greifenden Terror entgegenzuwirken, indem sie zur Abschreckung Gerichte inthronisierte, die besonders schnell arbeiten und besonders harte Strafen verhängen sollten.
Angeklagt waren:
- Erich Wagner (* 27. Oktober 1910 in Langenbielau), Herbert Polomski (* 30. Mai 1913 in Breslau) und Karl-Heinz Wolter (* 25. September 1906 in Breslau) wegen Verabredung eines Sprengstoffverbrechens nach §6 des Sprengstoffgesetztes in Tateinheit mit Mordversuch gegen Paeschke nach §211 und §47 StGB in Tateinheit mit der versuchten Ausführung eines Sprengstoffverbrechens nach §5 Sprengstoffegsetzes, §47 StGB.
- Edmund Heines, Hans Hayn, Fritz Staats (* 19. Juli 1897 in Düsseldorf) und Hanns Rauscher wurden wegen Begünstigung der Reichenbacher Täter angeklagt

Die Anklagen wurden dem Sondergericht am 24. Oktober 1932 eingereicht.
Das Verfahren fand schließlich vom 3. November bis 11. November 1932 statt. Vorsitzender des Verfahrens war Landgerichtsdirektor Wollmann. Die Anklage wurde vom Oberstaatsanwalt Willy [?] Hentschel und den Staatsanwaltschaftsrat Karl Loderhose vertreten. Die Verteidigung der Angeklagten übernahm der prominente Jurist Walter Luetgebrune, dem der lokale Anwalt Helmut Rebitzki (1896–1968) sekundierte. Als Rechtsbeistand des als Nebenkläger auftretenden Ernst Paeschke nahm außerdem der Anwalt Eugen Bandmann an dem Verfahren teil.
Am Ende des Prozesses wurde Wagner vom Sondergericht am 11. November 1932 wegen Verabredung eines Sprengstoffverbrechens nach §6 des Sprengstoffgesetzes in Tateinheit mit versuchtem Mord nach §211 StGB und in Tateinheit mit einem Sprengstoffanschlagsversuch nach §5 Sprengstoffgesetz (ferner wegen vergehens gegen die polizeiliche Anordnung des Regierungspräsidenten in Breslau vom 15. Juli 1932 in Verbindung mit §1 Kap. 1 des achten Teiles der vierten Verordnung des Reichspräsidenten zur Sicherung von Wirtschaft und Finanzen und zum Schutze des inneren Friedens vom 8. Dezember 1931) zu 5 Jahren Zuchthaus verurteilt.
Polomski wurde wegen Beihilfe zu einem versuchten Mord in Tateinheit mit Versuch des Sprengstoffverbrechens zu 1 Jahr Zuchthaus verurteilt. Wolter wurde aus Mangel an Beweisen freigesprochen.
Rauscher, Staats, Heines und Hayn wurden der Begünstigung von Wagner und Polomski sowie des toten Jaehnke für schuldig befunden und zu Gefängnisstrafen von 6 Monaten (Heines) bzw. vier Monaten (Hayn, Staats und Rauscher) verurteilt. Heines und Hayn wurden aufgrund ihrer Immunität jedoch weiterhin nicht in Haft genommen.
Der freigesprochene Wolter sowie Staats und Rauscher wurden nach der Urteilsverkündung auf freien Fuß gesetzt.
Heines verkündete nach der Urteilsverlesung, dass das Urteil gegen ihn nichtig sei, da er dem Reichstagsausschuss zur Wahrung der Volksrechte angehöre. Zum Beleg übergab er dem Gericht eine entsprechende Bestätigung des Reichstagspräsidenten Hermann Göring. Daraufhin verließ er das Gerichtsgebäude und hielt vom Balkon eines Kaffeehauses eine Rede an tausende während des Urteilsverkündungstages in Schweidnitz zusammengeströmte SA-Männer, in der er das Urteil des Sondergerichts und den Staat von Weimar verdammte. Die Folge war, dass die Ordnung in der Stadt noch stundenlang von einer mehrtausendköpfigen Menge protestierender SA-Männern gestört wurde.
Wagner und Polomski wurden bald nach der Machtergreifung der Nationalsozialisten im Frühjahr 1933 vorzeitig aus der Haft entlassen. Wagner erhielt das Abitur nachträglich zugesprochen und war dann zunächst hauptamtlich in der SA tätig.
Heines und Hayn wurden eineinhalb Jahre nach dem Prozess in Schweidnitz im Zuge der Röhm-Affäre am 30. Juni 1934 in Haft genommen und auf Befehl Hitlers am Abend des Tages im Gefängnis Stadelheim von der Leibstandarte SS Adolf Hitler erschossen. Wagner wurde als Anhänger Heines’ während der Röhm-Affäre in Haft genommen, kam aber mit dem Leben davon. Dem Heimatforscher Horst Adler zufolge lebte er nach dem Krieg als Diplomökonom und starb er 1991 in Bad Bentheim.

## Archivische Überlieferung
Unterlagen für und über den Sprengstoffprozess sowie eine Sammlung mit Zeitungsartikeln über den Prozess und über den dem Prozess zugrundeliegenden Gewaltakt haben sich im Nachlass des Rechtsanwalts Luetgebrune erhalten, der heute im Bundesarchiv Koblenz verwahrt wird (N 1150/117 und N 1150/120).
Das entronnene Opfer des Sprengstoffanschlags, Carl Paeschke, gelangte nach dem Krieg in die Vereinigten Staaten. Dort nahm er an einem von der Universität Harvard veranstalteten wissenschaftlichen Preisausschreiben aus dem Jahr 1939 („My Life Before and After January 30th, 1933“) teil, in dem Flüchtlinge und Emigranten aus Europa aufgefordert wurden, bis zum 1. April 1940 Manuskripte mit ihren Lebensgeschichten in Europa bei der Universität einzureichen. Unter mehr als 250 eingereichten Manuskripten wurden der Erlebnisbericht von Paeschke und der Erlebnisbericht der Gertrude Wickerhauser Lederer jeweils von der Universität als gemeinsame Gewinner des ersten Preises ausgewählt. Das Original von Paeschkes Manuskript wird heute im Archiv der Universität verwahrt. Eine kritische Edition des Textes, der ausführlich auf den Anschlag auf Paeschkes Leben im August 1932 eingeht, wurde 2021 von Detlef Garz, zusammen mit anderen autobiographischen Texten, unter dem Titel Von den Nazis vertrieben. Autobiographische Zeugnisse von Emigrantinnen und Emigranten. Das wissenschaftliche Preisausschreiben der Harvard Universität aus dem Jahr 1939 herausgegeben.
Paeschkes eigener Nachlass, der auch zwei Akten mit Unterlagen und Zeitungsausschnitten über den Anschlag auf sein Leben umfasst, wird heute vom Institut für Zeitgeschichte in München verwahrt.